# Dong Xiwen
Dong Xiwen (1914-1973), né à Shaoxing dans la province de Zhejiang, est un peintre chinois. membre du Parti communiste chinois, il est l'auteur du tableau La Cérémonie de la Fondation de la Nation. 

## Biographie
En 1934, il entra à l’Académie nationale des Arts Hangzhou. L’Académie l’envoya à Hanoi, au Vietnam, en 1939, où il étudia pendant six mois. Pendant la guerre, il a travaillé dans le Guizhou et Chongqing. Il a été fasciné par les anciennes peintures murales de Dunhuang, Province de Gansu, qu’il étudie pendant deux ans. Après la guerre, il fut recruté par Xu Beihong comme instructeur au Collège national Arts Beiping. Là, il tente de créer un style typiquement chinois de la peinture à l’huile.
En 1948, Dong a commencé à mettre son art au service de la révolution communiste dirigé par Mao Zedong. Il a préparé les portraits de Mao Zedong et Zhu De à l’auditorium où se tenait le premier Congrès national sur l'Art littéraire et les travailleurs. Il a été le témoin de la proclamation de Mao de la nouvelle République populaire chinoise en octobre 1949 et rejoint le Parti communiste chinois en décembre 1949. Il lui est alors assigné la tâche de créer ce qui se révélerait être son œuvre la plus célèbre, La Cérémonie de la Fondation de la Nation, une peinture à l'huile représentant Mao Zedong annonçant la naissance de la nouvelle nation à partir d'une tribune au dessus de la place Tiananmen. Dans cette pièce, l'artiste a appliqué divers traitements de la composition de fond et de la couleur, de la peinture chinoise de lavage d'encre aux techniques employées dans les peintures de la caverne de Dunhuang. Quelques années plus tard, Dong Xiwen crée un style personnel typiquement chinois de la peinture à l'huile proche du réalisme soviétique. Ironiquement, pendant les mouvements anti-droitistes de la fin des années 1950, Dong Xiwen  a été accusé d'être un « expert blanc », un terme inventé par le régime communiste pour critiquer ceux qui ne sont pas dans l'orthodoxie du régime.

## Travaux
- Peintures à l'huile : 《苗女赶场》(1943), 《哈萨克牧羊女》(1947), 《迎接解放》(1949), La Cérémonie de la Fondation de la Nation《开国大典》(1953), 《春到西藏》(1954), 《密云春水》(1964).
- Œuvres collectées : 《长征路线写生集》, 《董希文画集》, 《董希文素描集》。
- Critique d'art :《从中国绘画的表现方法谈到油画中国风》, 《素描基本练习对于彩墨画教学的关系》, 《绘画的色彩问题》。